# The Face on the Bar-Room Floor
The Face on the Bar-Room Floor è un film muto del 1923 diretto da John Ford (con il nome Jack Ford).
Il poema di Hugh Antoine d'Arcy da cui è tratto il soggetto del film è stato adattato varie volte per lo schermo.

## Trama
Disperato, Robert di trascina di bar in bar. Un giorno dipinge il volto di una ragazza sul bancone del locale. In flashback, si dipana la sua storia: giovane pittore, è fidanzato con Marion, una ragazza della buona società. Prima del matrimonio, lui prende come modella la figlia di un pescatore. Ma la ragazza viene sedotta dal fratello di Marion e si suicida. La fidanzata - credendo che il colpevole sia lui - lo lascia. Depresso, Robert diventa un derelitto e viene anche ingiustamente arrestato. Alla fine, però, la sua innocenza viene riconosciuta. Anche Marion, pentita, torna da lui.

## Produzione
Il film fu prodotto dalla Fox Film Corporation con il titolo di lavorazione Drink. Burton e Lewis sembra abbiano lavorato separatamente alla sceneggiatura, Burton adattando una sua propria storia e Lewis attingendo invece al poema di d'Arcy.

## Distribuzione
Distribuito dalla Fox Film Corporation, il film - presentato da William Fox - uscì nelle sale cinematografiche degli Stati Uniti il 1º gennaio 1923.